# Arrondissement Besançon
Besançon is een arrondissement van het Franse departement Doubs in de regio Bourgogne-Franche-Comté. De onderprefectuur is Besançon.

## Kantons
Het arrondissement was tot 2014 samengesteld uit de volgende kantons:
- kanton Amancey
- kanton Audeux
- kanton Baume-les-Dames
- kanton Besançon-Est
- kanton Besançon-Ouest
- kanton Besançon-Nord-Est
- kanton Besançon-Nord-Ouest
- kanton Besançon-Planoise
- kanton Besançon-Sud
- kanton Boussières
- kanton Marchaux
- kanton Ornans
- kanton Quingey
- kanton Rougemont
- kanton Roulans

Na de herindeling van de kantons door het decreet van 25 februari 2014, met uitwerking op 22 maart 2015, omvat het volgende kantons:
- kanton Baume-les-Dames
- kanton Bavans  (deel : 3/71)
- kanton Besançon-1
- kanton Besançon-2
- kanton Besançon-3
- kanton Besançon-4
- kanton Besançon-5
- kanton Besançon-6
- kanton Ornans  (deel : 39/60)
- kanton Saint-Vit
- kanton Valdahon  (deel : 2/58)